# Bistum Dromore
Das Bistum Dromore (ir.: Deoise an Droma Mhóir, lat.: Dioecesis Dromorensis) ist eine in Nordirland gelegene römisch-katholische Diözese mit Sitz in Newry.

## Geschichte
Das Bistum Dromore wurde im Jahre 514 durch Papst Hormisdas errichtet. 1152 wurde das Bistum Dromore dem Erzbistum Armagh als Suffraganbistum unterstellt.

## Bischöfe von Dromore
- Patrick O’Donnelly, 1697–1716
- Antonius O’Garvey, 1747–1767
- Dionysius Maguire OFM, 1767–1770, dann Bischof von Kilmore
- Patrick Brady OFM, 1770–1780
- Matthew Lennan, 1780–1801
- Edmond Derry, 1801–1811

- George Hall 1811
- John Powell Leslie 1812–1820
- Michael Blake, 1833–1860
- John Pius Leahy OP, 1860–1890
- Thomas McGivern, 1890–1901
- Henry O’Neill, 1901–1916
- Edward Mulhern, 1916–1943
- Eugene O’Doherty, 1944–1975
- Francis Brooks, 1975–1999
- John McAreavey, 1999–2018
- Sedisvakanz, seit 2018